# 戴维·卡梅伦
，PC（1966年10月9日—），於2010年和2016年間，曾擔任英國首相兼第一財政大臣，當時在位的君主為伊麗莎白二世。同時，他也兼任公務員事務部大臣、保守黨黨魁和英國下議院威特尼選區的議員。卡梅倫是英國自1812年的利物浦伯爵以來第二年輕的首相，就任時僅43歲。卡梅倫内阁也是二战后英国首个联合政府。2015年英國大選，卡梅倫領導的保守黨成功連任，並組建23年來保守黨首個多數黨政府。
2016年6月24日，因英国脱离欧盟公投（脱欧公投）结果以52%赞成脱欧，卡梅伦引咎宣布辭去保守黨黨魁及首相，宣布將於10月保守黨大會舉行選出新黨魁後，辞去首相职务。惟黨魁選舉因7月11日利雅華退選，剩下唯一候選人內政大臣特蕾莎·梅自動當選，使卡梅倫宣佈提早於7月13日辭任首相，結束6年的首相任期。2016年9月12日，卡梅倫辭去下議院議席。
2023年11月13日，在辛偉誠內閣新一轮内阁重组中，沉寂七年之久的卡梅伦意外重返政坛，获命上议院终身贵族，出任外交、联邦及发展事务大臣。翌年，保守黨在7月大選大敗，交出執政權，他隨之離任。

## 早年經歷
卡梅倫出生于伦敦馬里波恩倫敦診所，父亲伊恩·卡梅倫（Ian Donald Cameron，1932年10月12日－2010年9月8日）是一位股票经纪人。
母亲玛丽·弗勒·蒙特（Mary Fleur Mount，1934年－）是軍官威廉·蒙特的女儿。
卡梅倫的父母两人在1962年10月20日结婚，而卡梅倫是两人的幼子，排第三，有一名兄長（大律師、御用大律師艾伦·亚历山大Allan Alexander，1963年－）、两个姊妹（塔尼亚·雷切尔Tania Rachel，1965年－，克莱尔·路易丝Clare Louise，1971年－），眾兄弟姊妹在英格兰东南部的伯克郡长大。
卡梅倫家族源自苏格兰高地的印威內斯，在英国金融界有很长的历史。他的祖父曾到芝加哥做生意，于1880年代回到苏格兰；父亲就出生在苏格兰阿伯丁郡。

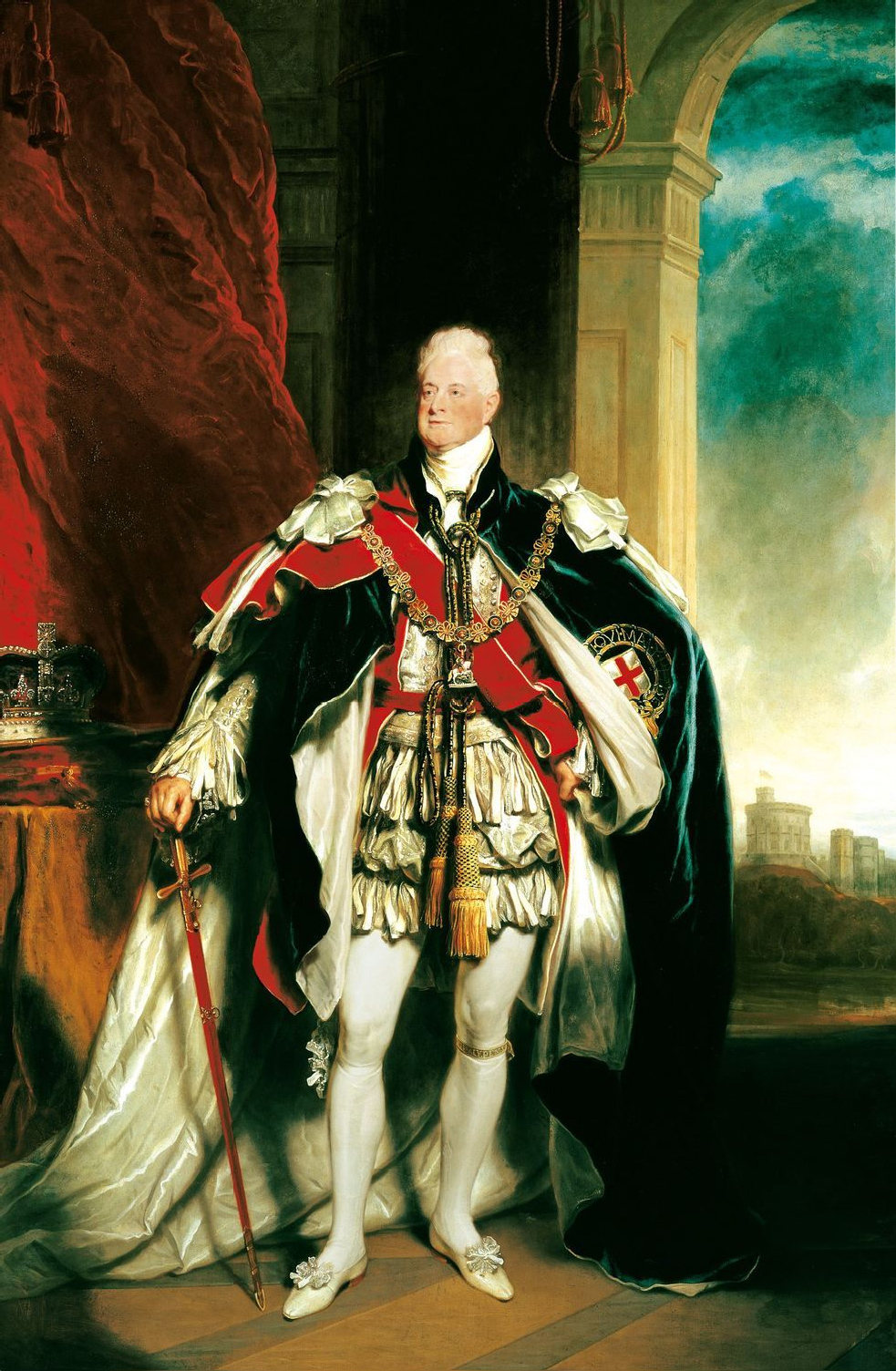
卡梅倫祖先英国国王威廉四世

卡梅倫的祖母伊妮德·阿格尼丝·莫德·莱维塔是国王威廉四世和他的情婦桃樂西·喬丹的直系后裔。但由於祖先不是婚生子女，卡梅倫沒有英國王位繼承權。两人和卡梅倫相隔五代，他们分别为伊丽莎白·海伊（Elizabeth Hay）,Erroll伯爵夫人、威廉（William）、乔丹（Jordan）的六子、卡梅倫的祖母、卡梅倫的父亲。卡梅倫也是英女皇伊利莎白二世的第五代表兄弟。卡梅倫的家族长期从事金融行业。他的父亲伊恩是证券经纪公司Panmure Gordon的重要合作伙伴之一，而这个职位，卡梅倫的祖父、曾祖父也担任过。他的父亲也是地产公司John D Wood的董事之一。卡梅倫的高祖父埃米尔·利维达（Emile Levita），是一个犹太裔德国金融家（也是文艺复兴时期文人埃利亚·利维达Elia Levita的后裔），他在1871年取得英国国籍，曾是渣打银行的董事。而利维达的妻子，亦即卡梅倫的高祖母，是丹麦富有家族的成员。埃米尔的其中一个儿子，阿瑟·弗朗西斯·利维达（Arthur Francis Levita，于1910年去世，塞西尔·利维达爵士之兄）與其父一起在Panmure Gordon供职。卡梅倫的高祖父是HSBC在伦敦的首脑，在日俄战争时日本政府向罗斯柴尔德家族借贷一事上扮演了关键角色。
卡梅倫外祖父是陆军军官威廉·蒙特爵士，第二代從男爵，外曾祖父是纽伯里保守党议员（1918年－1922年）威廉·蒙特爵士，第一代從男爵。而外高祖母是伊达·玛蒂尔达·爱丽丝·菲尔丁（Ida Matilda Alice Feilding），外高祖父是威廉·菲尔丁，第七代登比伯爵。他母亲的表兄弟，费迪南德·蒙特爵士（Sir Ferdinand Mount）在1980年代早期是唐宁街10号政策单位的首脑。卡梅倫也是威廉·达格代尔爵士（Sir William Dugdale）的侄子，而威廉·达格代尔爵士是女皇侍从女官凯瑟琳（Katherine）、达格代尔夫人（于2004年去世）的兄弟，也是阿斯顿维拉足球俱乐部前主席。在伯明翰出生的电影制作者约书亚·达格代尔（Joshua Dugdale）是他的表兄弟。

## 教育背景

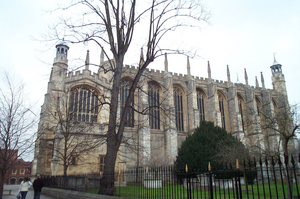
伊顿公学圣堂

七岁时，卡梅倫到伯克郡winkfield独立学校Heatherdown Preparatory School，安德鲁王子与爱德华王子都曾于此就读。因为成绩优異，卡梅倫跳级进入学校的精英班。13岁时，他进入同样在伯克郡、同样是独立学校的英国著名的伊顿公学，他的父亲和长兄都曾在这里读书。伊顿常被赞誉为世上最知名的私校，也被称为英国政治家的摇篮。一开始，他对艺术有兴趣。在参加O-Level考试的六个星期前，卡梅倫被发现吸食大麻。他承认吸毒，但没有涉及贩毒，所以并未被开除，但被罚不得离开校园，被禁闭一星期，并抄写农事诗（需抄写500行拉丁文）。
卡梅伦通过O-Levels考试，在A-Levels修读艺术史、历史与经济及政治。在学术水平经济及历史考试中，他取得（1）级成绩。在接下来的秋季，他通过牛津大学入学考试，获得奖学金，并获得牛津大学布雷齐诺斯学院的录取通知，在1984年离开伊顿后，卡梅倫办理9个月休学。前三个月，他在他教父保守党议员提姆·拉斯波恩（Tim Rathbone）的办公室處从事研究工作，在任职研究院期间，列席很多下议院的辩论会。而后，又通过父亲的关系，在香港怡和洋行見習三个月。
返英后，他到苏联旅游，期间有两个操流利英语的俄国男子接近他。卡梅伦后来将此事告诉他的教授，教授认为“明显是”克格勃试图拉拢他，充当间谍。之后，1985年9月，卡梅伦正式进入布雷齐诺斯学院，修讀哲學、政治学與經濟学。在大学期间，他很少参加政治活动，但却是以狂饮和行为放荡不羁而著称的“布灵登俱乐部”的成员，也曾是学院网球队的队长。1988年，卡梅伦以一等荣誉学士学位的成绩大学毕业。曾任伦敦市长的鲍里斯·约翰逊是他的大学同学。
他的导师Vernon Bogdanor教授称，卡梅伦是“最有能力的学生之一”，有着“温和的保守主义”政见。他的同窗Guy Spier，回忆到卡梅伦是一个优秀的学生：“当我们还在尽力，试图掌握经济的基本概念时，戴维就已经远远抛离了我们。他将它们和英国政治融汇在一起。他甚至能教我，而我则会坐下并做笔记。”Bogdanor（他是一个自由民主主义”者）评论前学生卡梅伦提出用“权利法案””代替人权法令的建议：“我认为他非常困惑。我读了他的演讲词，发现当中充满矛盾。不过，文中还是有一、两样好的事物，但都被淹没在迷雾中，只能隐约见到它们。”
在牛津读书时，卡梅伦是精英学生团体“布灵登俱乐部”的一员，而这个团体有着奇特的饮酒文化、狂暴的行为，还经常做破坏。2007年，有人放出一幅相片，可见卡梅伦穿着燕尾服与团体内其他成员（当中包括鲍里斯·约翰逊）共聚，但这幅相片后来被版权持有人撤回。2009年10月7日在BBC第四台播放的“当鲍里斯遇见戴夫”就以卡梅伦在布灵登俱乐部的那段时间为题材。1988年，卡梅伦以一级荣誉毕业。

## 从政之路
大学毕业后的1988年8月，卡梅伦开始供职于保守党研究部，到1993年才离开研究部。根据《星期日郵報》在2007年3月18日的报道，卡梅伦在面试的那天，考官接到一个从白金汉宫打来的电话，说话的是一个男人：“他知道你会见到戴维·卡梅伦。我尽力阻止他，叫他不要浪费时间搞政治，但我失败了。他打电话来是要告诉你，你将会见到一个十分出色的年轻人。”1991年，借调到唐宁街10号，为时任保守黨黨魁、英国首相约翰·梅杰工作，并受到赞赏；很快被任命为研究部政治组组长。1992年英国大选期间，卡梅伦一直扮演保守党竞选策略专家的角色，并具体负责经济事务。保守党再次赢得大选胜利后，他被擢升为财政大臣的特别顾问。一年后，拉蒙特被解职；卡梅伦被夏偉明看中，调到內政部任职。
1994年，卡梅伦离开政府部门，进入卡尔顿传播公司，成为公司董事长手下的公共关系部门的主管。1997年英國大選，他參加Stafford區的國會選區議員選舉落敗。2001年英國大選，他競逐Witney的席位成功，并成为下议院内政事务特别委员会的成员。仅仅两年后，即2003年6月，卡梅倫就被任為影子內閣的樞密院辦事處部長；同年11月，在夏偉明成為保守黨黨魁后，卡梅倫出任副黨魁。此后，他还曾兼任反对党地方政府事务发言人、影子内阁政策事务主管、影子内阁教育大臣等职。当保守党在2005年英国大选再次失利后，夏偉明宣布辞去黨魁职务；卡梅伦决心竞选保守黨黨魁，并最终当选，时年39岁，是保守黨百多年來最年輕的黨魁。

### 保守党黨魁
为了体现保守党新形象，卡梅伦在成為黨魁的第一天，便出访了位於倫敦紐漢區的“東邊少年领袖学院”（Eastside Young Leaders Academy）——一个旨在培养来自非洲和加勒比海地区青年领导潜质課後組織。他还登上《时代周刊》2008年9月刊封面（歐洲、中東及非洲版）；并被英国《每日邮报》称为“未来的首相”。
在卡梅伦領導的保守黨下，保守黨轉為偏向溫和和中間路線，以減少保守黨過去一直以來的「保守」色彩，與當年工黨的貝理雅在1994年決定走中間路線和第三條道路，減少工黨一直以來的社會主義色彩相似，因此被認為有貝理雅的影子。隨著白高敦领导的工党政府的支持率持续下跌，卡梅伦一直呼吁举行提前大选。

### 拜相

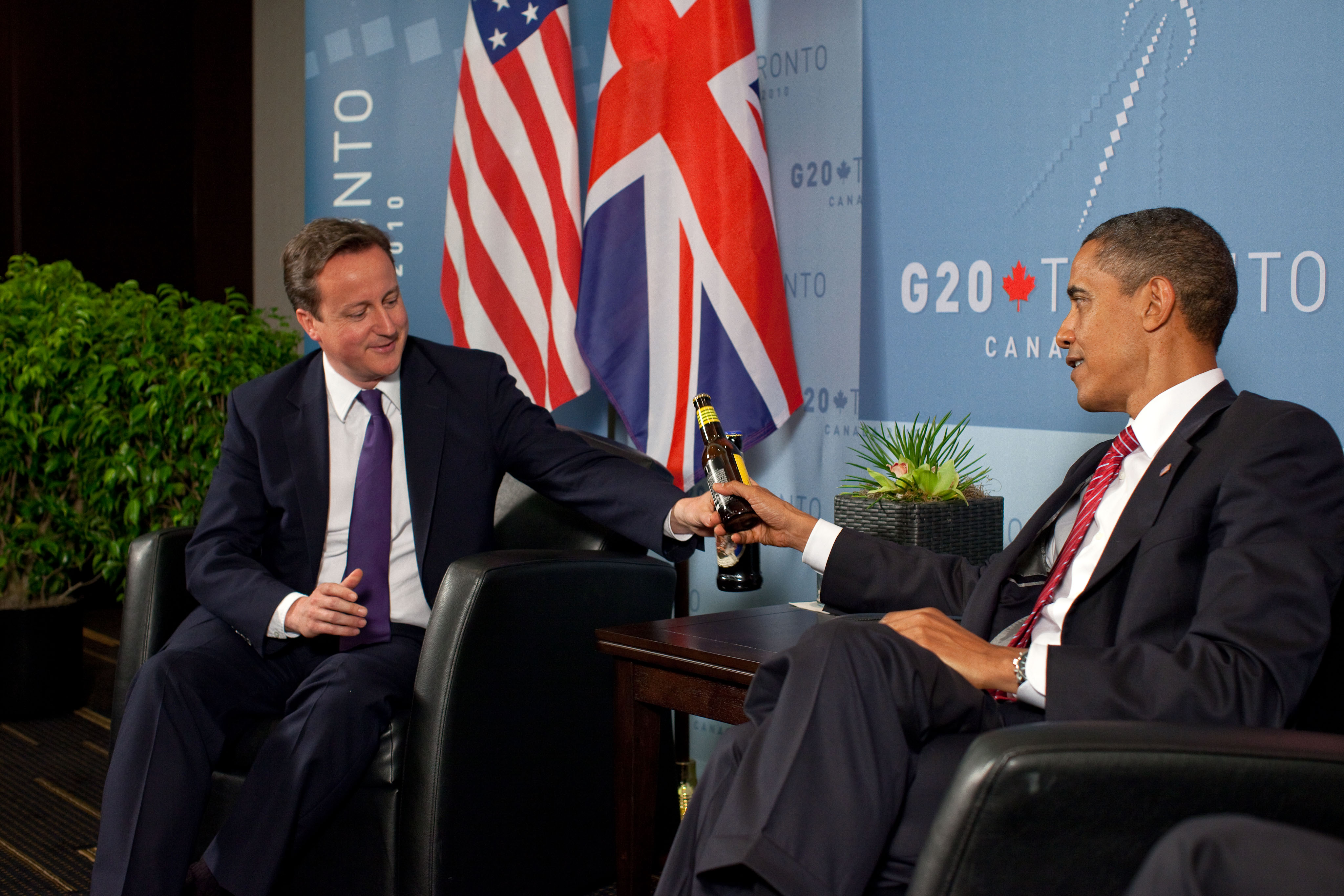
卡梅倫出席2010年二十国集团多伦多峰会，与美国总统贝拉克·奥巴马会面

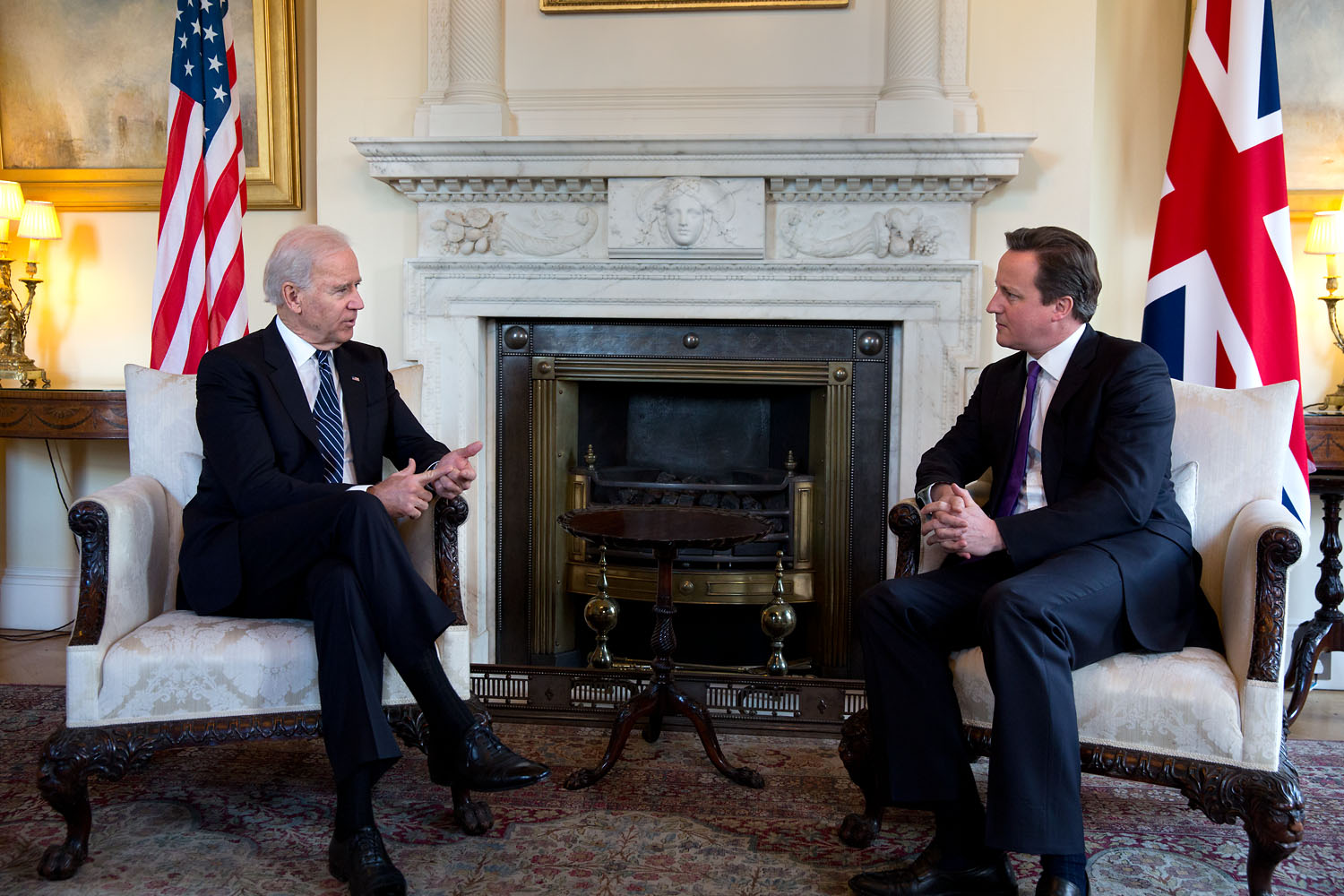
2013年2月5日卡梅伦在唐宁街10号与美国副总统乔·拜登会面

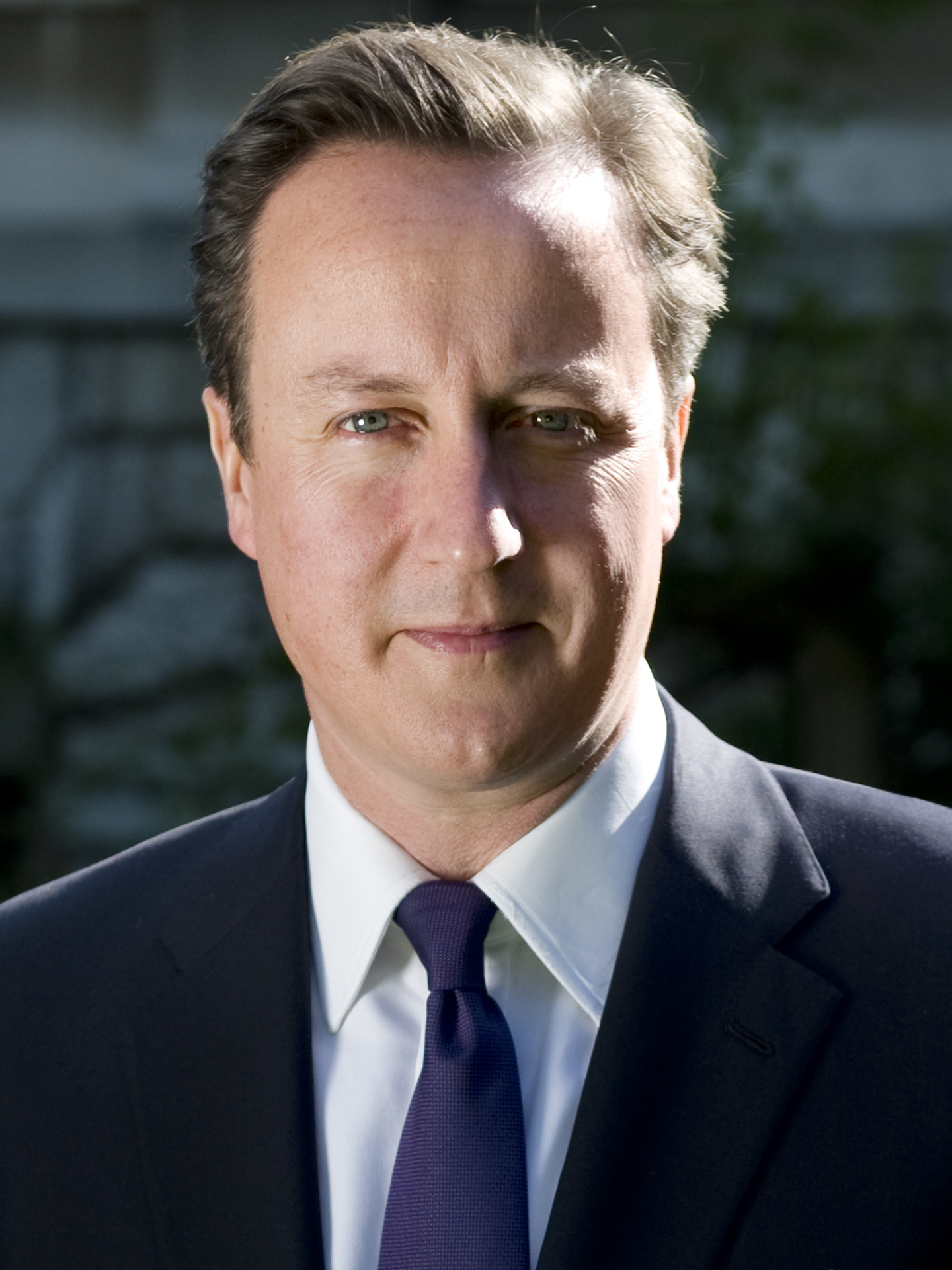
英國首相任內的卡麥隆，2010年

2010年4月6日，在工黨政府完成第三屆五年任期後，白高敦宣布解散国会，大选于5月6日举行。在经济危机和政治丑闻的双重背景下，这次大选被认为是自1992年以来，英國政壇最激烈的一场选举。結果保守黨雖然獲勝，取得306席，但仍未能取得過半數議席，從而決定與自由民主黨展開對話，希望能合組聯合政府。經過數天的談判仍未有結果，而自民黨更開始與工黨接洽。最後保守黨在部分議題上讓步，與自由民主黨達成聯合執政協議，而白高敦於5月11日倫敦時間晚上7時向英女王伊莉莎白二世辭職，並依例舉荐作為反對黨領袖的卡梅倫籌組新政府。在覲見女王後，卡梅倫拜相，並於7時45分於唐寧街10號門外召開記者會，宣佈會與自由民主黨組成聯合政府。43歲的卡梅倫成為英國198年來最年輕首相，比1997年的貝理雅還要年輕5個月，而次於在2022年以42歲之齡成為首相的辛偉誠。卡梅伦拜相也标志着英国保守党结束了连续十三年的在野生涯。
卡梅倫接任首相後，由於聯合政府的政策爭議，如提高大學學費等，加上保守黨內的疑歐派及保守派一直反對他的領導，以及反對與自由民主黨合組聯合政府，保守黨內的親歐派及疑歐派一直存在嚴重分裂，但無損于他的領導，而他領導的聯合政府採取較過去的保守黨政府偏向走更溫和的路線。
2011年10月24日，一些保守黨的後座議員不理會卡梅倫的反對，在逾10萬英國人聯署要求就英國退出歐盟進行公投。公投案9月送至唐寧街10號首相府後，推動表決。由於法國總統薩科齊之前公然喝令卡梅倫收聲，停止干涉歐元區問題，令表決更勢成水火。雖然在自由民主黨和工黨議員投票下，退出歐盟公投案以111票贊成、483票反對而被否決，但贊成票中保守黨議員獨佔81張，明顯是對黨和卡梅倫的歐洲立場一次大叛變。英國傳媒形容，今次是保守黨對歐盟立場的一次最大叛變，比起前首相馬卓安1993年遭遇41名後座議員叛變的一次更難堪。保守黨大叛變，對卡梅倫管治威信構成嚴重打擊。首相府在表決後聲言尊重推動英國退出歐盟公決議員的意見，但政府必須領導國家，而留在歐盟最合符英國利益。
2013年2月5日，英國下議院舉行同性婚姻（限於英格蘭及威爾斯）合法化的第二轮投票，在下院舉行的首次投票中，這項法案以400票支持，175票反對獲得通過。絕大多數支持票來自左翼的工黨和自民黨議員，卡梅倫領導的保守黨中，有約一半議員投了反對票或者棄權票。首相卡梅倫推動及支持這項法案，一直受到執政保守黨黨內部分議員的強烈反對。
2013年5月21日，英國下議院以366票支持，161票反對，三度通過承認英國同性婚姻（英格蘭及威爾斯）合法化。聯合政府另一政黨自民黨和在野工黨大部分議員均支持法案。法案下一步將移交上議院辯論，卡梅倫決意推動法案，面對黨內的反對。反對法案的包括保守黨高官威爾士首席大臣戴德偉和環境大臣彭德森，還有10名初級官員，投反對票的保守黨員共133人。
2014年，卡梅倫領導的英國政府與主張蘇格蘭獨立的蘇格蘭民族黨達成協議，於9月18日舉行2014年蘇格蘭獨立公投，結束「留英」陣營以55%勝出，蘇格蘭維持作為聯合王國的一部分。
2015年5月7日，英國大選舉行，這亦是卡梅倫就任黨魁近十年來第二次領導保守黨的大選。雖然出口民調認為保守黨能維持第一大黨地位，議席不過半，將再組建聯合政府，但保守黨以37%得票率，取得過半數的330個席位（51%），不單維持國會內最大黨地位，並得以單獨建立政府，無需組建聯合政府，卡梅倫續任首相，並組建23年保守黨首個多數黨政府。在這次大選當中，卡梅倫承諾勝選之後將會於2017年以前舉行公民投票，以讓英國民眾決定英國是否脫離歐盟（脱欧）。
2016年2月，卡梅倫實現當時競選諾言，與歐盟達成協議後，宣布6月23日英国举行脱欧的全民公投，並出乎意料地成為實際上領導「留歐」陣營的領袖之一，支持英國續留歐盟（反而向來積極主張留歐的工黨、自民黨、綠黨、蘇格蘭民族黨等左派政黨並無明顯的「留歐」領袖），而「脫歐」陣營則實際上由其黨內政治對手、大倫敦市長鮑里斯·約翰遜領軍，因此有批評指「脫歐」公投實際上成為保守黨的內部政治鬥爭。惟投票结果为51.9%的選民支持脱欧。卡梅伦因未能成功藉公投令英國繼續成為歐盟的成員國，承擔公投失敗的責任，宣布辞职。

### 暫時退出政壇
2016年7月卡梅倫辭任首相，但留任國會，兩個月後辭去了議員一職，一度結束政治生涯。
在繼承他相位的文翠珊推行的脫歐方案於2019年1月被大比數否決後，卡梅倫罕有接受訪問，並指他支持文翠珊的方案，並表示對決定舉行脫歐公投一事，並不後悔。
2019年，出版個人回憶錄《记录在案》（For the Record）。

### 復出擔任外交大臣
| David Cameron  | X的logo，一个风格化的X字母 |
| @David_Cameron | X的logo，一个风格化的X字母 |

首相邀请我担任他的外交大臣，我欣然接受。
我们正面临一系列严峻的国际挑战，包括乌克兰战争和中东危机。在全球发生深刻变化的时刻，对这个国家来说，与我们的盟友站在一起、加强我们的伙伴关系，并确保我们的声音被听到，比以往任何时候都更加重要。
虽然我在过去七年里一直脱离政治前线，但我希望我作为保守党领袖十一年、首相六年的经验，将有助于帮助首相应对这些重大挑战。
英国是一个真正的国际国家。我们的人民生活在世界各地，我们的商业业务遍布全球各个角落。努力帮助确保全球舞台的稳定和安全不仅至关重要，而且完全符合我们的国家利益。国际安全对我们的国内安全至关重要。
尽管我可能不同意某些个人决定，但我很清楚里希·苏纳克是一位坚强而有能力的首相，他在困难时期表现出了模范的领导能力。[...]
2023-11-13

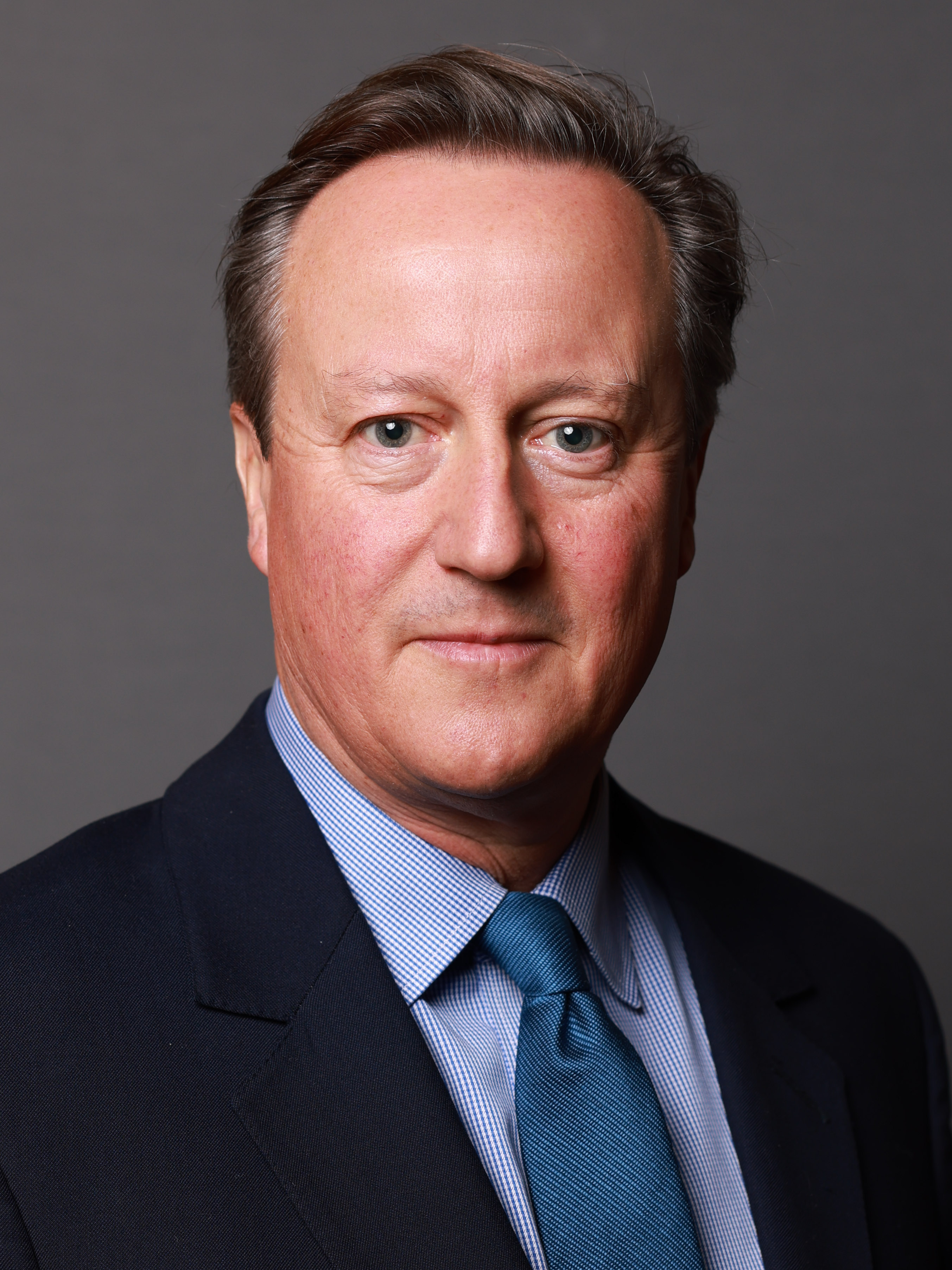
外交大臣內閣官方照，2023年

2023年11月，随着首相里希·苏纳克改组内阁，時任内政大臣苏拉·布雷弗曼遭解职，由原任外交大臣的詹姆斯·克莱弗利接任，卡梅伦并接替克莱弗利出任外交、英联邦及发展大臣。卡梅伦在入阁前获封终身贵族身份，使其能够以上议院议员的身份入阁，成為自1970-1974年擔任外交大臣的亞歷克·道格拉斯-休姆後，又一位在退任首相後擔任內閣職務的前首相。卡梅伦是继撒切尔女男爵后首个在其担任首相任后被册封为贵族身份的原英国首相，也是继卡灵顿勋爵后，时隔四十余年再次出现上议院成员担任外交大臣的案例。2023年11月17日正式入座贵族院，其采邑定为牛津郡的奇平諾頓，成为「奇平諾頓的卡梅伦男爵」。
在就任之际，卡梅伦表示，“首相邀请我担任外交大臣，我很高兴接受”，并且“虽然我可能不同意某些个人决定，但我很清楚，里希·苏纳克是一位强大而有能力的首相。”
外交大臣更替期间，印度外交部长苏杰生正在英国进行访问，使其成为首个与作为外交大臣身份的卡梅伦会晤的外国政要。
卡梅倫於11月16日前往烏克蘭敖德薩港，承諾繼續支持烏克蘭的戰爭努力。這是這位英國前首相被任命為外交大臣以後的首次對外訪問，也是英國外交官首次前往這座港口城市。俄烏戰爭期間敖德薩經常被俄羅斯空襲。

## 家庭
- 妻子：謝曼芙，1996年6月1日结婚。
- 子女：
  - 长子：Ivan，2002年4月8日生於倫敦，2009年2月25日逝於倫敦伯丁頓聖瑪麗醫院，脑瘫及癫痫患者，终年6岁。
  - 长女：Nancy，2004年出生
  - 幼子：Arthur，2006年出生
  - 幼女：Florence，2010年8月24日，生於特普羅市皇家特普羅醫院，早产儿[20]。卡梅倫是繼2000年在首相任內誕下幼子里奧的贝理雅之後，10年來首位在任内得嗣的首相。

## 著作
- 《记录在案》-（David Cameron）

## 外部連結
- David Cameron MP
- 戴维·卡梅伦的X（前Twitter）

| 官衔                 | 官衔                                  | 官衔          |
| -------------------- | ------------------------------------- | ------------- |
| 前任： 祁湛明        | 英国外交、联邦和发展事务大臣 2023年－ | 現任          |
| 前任： 戈登·布朗     | 英國首相 2010年－2016年               | 繼任： 文翠珊 |
| 政党职务             |                                       |               |
| 前任： 迈克尔·霍华德 | 保守黨黨魁 2005年－2016年             | 繼任： 文翠珊 |